# Reina Hispanoamericana 2009
El Concurso de Belleza Reina Hispanoamericana 2009, se llevó a cabo en el Parque Urbano de Santa Cruz (Bolivia), el 29 de octubre de 2009. Compitieron 21 candidatas. Vivian Noronha Cia coronó a su sucesora, la candidata de Venezuela, Adriana Vasini.

## Resultados
| Resultados Final               | País                   | Candidata                          |
| ------------------------------ | ---------------------- | ---------------------------------- |
| Reina Hispanoamericana 2009    | - Venezuela            | Adriana Cristina Vasini Sánchez    |
| Virreina Hispanoamericana 2009 | - Ecuador              | Sandra María Vinces Pinargote      |
| 1.ª. Finalista                 | - Brasil               | Lívia Da Silva Nepomuceno          |
| 2.ª. Finalista                 | - España               | Melodía "Melody" Mir Jiménez       |
| 3.ª. Finalista                 | - Bolivia              | Flavia Fernanda Foianini Arzabe    |
| 4.ª. Finalista                 | - República Dominicana | Rocío Elizabeth Castellanos Matías |
| 5.ª. Finalista                 | - Colombia             | Lina Marcela Mosquera Ochoa        |

## Premios Especiales
| Premio               | País                 | Candidata                          |
| -------------------- | -------------------- | ---------------------------------- |
| Miss Elegancia       | Paraguay             | Mareike Baumgarten Oroa            |
| Miss Simpatía        | Puerto Rico          | Rebecca Fernández Pérez            |
| Miss Fotogénica      | Costa Rica           | María Amalia Matamoros Solís       |
| Mejor Traje Nacional | México               | Andrea Martínez de Velasco         |
| Mejor Rostro         | Chile                | Nataly Nadeska Chilet Bustamante   |
| Mejor Cuerpo         | Colombia             | Lina Marcela Mosquera Ochoa        |
| Best Hair            | República Dominicana | Rocío Elizabeth Castellanos Matías |
| Mejor Sonrisa        | Bolivia              | Flavia Fernanda Foianini Arzabe    |
| Chica Aero Sur       | Brasil               | Lívia Da Silva Nepomuceno          |

## Candidatas
| País                 | Candidata                           | Edad | Estatura (Cm) | Procedencia                |
| -------------------- | ----------------------------------- | ---- | ------------- | -------------------------- |
| Argentina            | María Celeste Cavallo Carandino     | 20   | 172           | Salta                      |
| Bolivia              | Flavia Fernanda Foianini Arzabe     | 20   | 176           | Santa Cruz                 |
| Brasil               | Lívia Da Silva Nepomuceno           | 23   | 176           | Brasilia                   |
| Chile                | Nataly Nadeska Chilet Bustamante    | 24   | 175           | Santiago                   |
| Colombia             | Lina Marcela Mosquera Ochoa         | 20   | 180           | Quibdó                     |
| Costa Rica           | María Amalia Matamoros Solís        | 20   | 175           | Naranjo                    |
| Cuba                 | Vanessa González Quintanal          | 22   | 168           | Miami                      |
| Curazao              | Fabina Nasia Maria Martis           | 19   | 172           | Willemstad                 |
| Ecuador              | Sandra María Vinces Pinargote       | 19   | 178           | Portoviejo                 |
| El Salvador          | Bárbara Yamileth Montiel López      | 17   | 178           | San Salvador               |
| España               | Melodía "Melody" Mir Jiménez        | 20   | 177           | Mallorca                   |
| Estados Unidos       | Yuleiky Rocío Mena                  | 20   | 172           | Perth Amboy                |
| México               | Andrea Martínez de Velasco          | 20   | 174           | Celaya                     |
| Nicaragua            | Indira Rojas Calderón               | 23   | 173           | Rivas                      |
| Panamá               | Joyce Fátima Marie Jacobi Samudio   | 21   | 170           | David                      |
| Paraguay             | Mareike Baumgarten Oroa             | 20   | 176           | Asunción                   |
| Perú                 | Karol Stephanie Castillo Pinillos † | 19   | 182           | Trujillo                   |
| Puerto Rico          | Rebecca Fernández Pérez             | 24   | 178           | Culebra                    |
| República Dominicana | Rocío Elizabeth Castellanos Matías  | 22   | 179           | Santiago de los Caballeros |
| Uruguay              | Cinthia Carolina D'Ottone Reyna     | 21   | 179           | Montevideo                 |
| Venezuela            | Adriana Cristina Vasini Sánchez     | 22   | 178           | Maracaibo                  |

Concursantes Notas 
- Flavia Foianini Bolivia compitió en Miss Mundo 2009, pero no clasificó entre las finalistas y en el 2010 concurso en Reinado Internacional del Café 2010 quedando como Segunda Finalista.
- Adriana Vasini (Venezuela) compitió en Miss Mundo 2010 terminando como segundo finalista.
- Nataly Chilet (Chile) compitió en Miss Tierra 2005 (Top 8 finalista), Compitió en Miss Continente Americano 2007 (Top 6 Finalistas) y en Miss Mundo 2008 (No clasificó).
- María Amalia Matamoros (Costa Rica) compitió en Miss Mundo 2008,  Miss América Latina 2008, Miss Continente Americano 2009 y Miss Internacional 2011, sin clasificar.
- Sandra Vinces (Ecuador), Mareike Baumgarten (Paraguay) y Cinthia D'Ottone (Uruguay) compitieron en Miss Universo 2009 , no clasificaron.
- Karol Castillo (Perú) compitió en Miss Universo 2008 , no clasificó.
- Lina Mosquera (Colombia) y Joyce Jacobi (Panamá) compitieron en Miss Internacional 2009 . Joyce Jacobi, (Panamá) terminó como un Top 15 semifinalistas y Lina Mosquera (Colombia), no clasificó.
- Lina Mosquera (Colombia), Sandra Vinces (Ecuador) y Rocío Castellanos (República Dominicana), ambos compitieron en Miss Continente Americano 2009 en Guayaquil , Ecuador . Lina Mosquera ( Colombia) ganó el título, Sandra Vinces ( Ecuador ) fue 2.ª finalista, y Rocío Castellanos ( República Dominicana) no clasificó.
- Lívia Nepomuceno (Brasil) compitió en Miss Tourism Queen International 2010.
- Indira Rojas (Nicaragua) compitió en Miss Internacional 2010 , fue sin colocar.
- Rocío Castellanos (República Dominicana) compitió en Miss Tierra 2012 , no se coloca.